# Приходько Володимир Іванович
Володи́мир Іва́нович Прихо́дько (14 жовтня 1942 р.) — заслужений машинобудівник України, «Почесний громадянин міста Кременчук».

## Біографія
Володимир Іванович Приходько народився 14 жовтня 1942 року в м. Омську (РФ), там батьки перебували в евакуації.
У 1947 р. родина переїхала до Кременчука, де батько — Іван Митрофанович — очолив Крюківський вагонобудівний завод.
Після закінчення семирічної школи Володимир вступив до Крюківського машинобудівного технікуму, який закінчив у 1960 р. за фахом «технік-технолог з обробки металів різанням».
Трудову діяльність розпочав на Крюківському вагонобудівному заводі — від слюсаря до старшого техніка-конструктора.
У 1963-1967 рр. навчався у Вищому технічному училищі імені М. Е. Баумана і з дипломом інженера повернувся до Кременчука, де працював на автомобільному заводі інженером-конструктором, заступником начальника, начальником експериментального цеху, заступником головного інженера.
З 1978 по 1984 — головний інженер Крюківського вагонобудівного заводу.
У 1986 р., після закінчення Академії народного господарства при Раді Міністрів СРСР і захисту кандидатської дисертації, призначений директором ВНДПТІ (Всесоюзного науково-дослідного проєктно-технологічного інституту) вагонобудування.
З лютого 1988 р. — генеральний директор Кременчуцького виробничого об'єднання вагонобудування, відкритого акціонерного товариства «КВБЗ».
З квітня 2003 р. — голова наглядової ради — президент концерну «Крюківський вагонзавод».
З 2011 року — голова наглядової ради — президент Публічного акціонерного товариства «Крюківський вагонобудівний завод».
З 21 квітня 2021 року — член наглядової ради ПАТ КВБЗ.

## Досягнення
Кандидат технічних наук В. І. Приходько — академік Транспортної академії України, дійсний член Східноукраїнської Академії бізнесу та Підйомно-транспортної академії наук України; був професором кафедри «Технологія машинобудування та обробка металів тиском» Кременчуцького державного політехнічного університету, членом його опікунської ради.
Має 25 наукових робіт, 77 винаходів; автор двох навчальних посібників «Комплексна механізація та автоматизація виробничих процесів у вагонобудуванні» та «Комплексна механізація та автоматизація виробництва зварних конструкцій у вагонобудуванні». У 2000 році вийшла наукова праця «Розробка наукових основ та впровадження у виробництво високоефективних, надійних, конкурентоспроможних землерийних та транспортних машин».
Лауреат Державної премії України в галузі науки і техніки за створення сімейства пасажирських вагонів для швидкісного руху (2005).
Депутат обласної ради двох скликань. З 1996 р. — голова благодійного фонду «Крюківвагон». Член Наглядової ради Кременчуцького національного університету імені Михайла Остроградського.
Рішенням ХХХІV сесії від 24 вересня 2002 року Кременчуцька міська рада за видатні особисті заслуги перед містом, розвиток вітчизняного машинобудування надала Приходьку Володимиру Івановичу звання «Почесний громадянин міста Кременчука».

## Звання
- Заслужений машинобудівник України
- Почесний залізничник України
- Почесний вагонобудівник

## Нагороди
- ордени «За заслуги» ІІІ (1999) та ІІ (2011) ступеня
- Грамота Президії Верховної Ради України
- почесні (неурядові) ордени — Дружби (1996), «Золотий Меркурій» (1998), Нестора Літописця (2002), «Золота Фортуна» (2004), «Золотий ягуар» (2005), Святого Архістратига Михаїла (2011).